# David Smallwood Park
David Smallwood Park är en tidigare provinspark i Newfoundland och Labrador i Kanada. Den ligger vid vattendraget Middle Brook i staden Gambo på Newfoundlands östkust.
Parken öppnades 1966 och fick då namnet Middle Brook Provincial Park. Namnet ändrades 1968 till David Smallwood Provincial Park. Parken var provinspark fram till 1997 då staden Gambo övertog parken.